# Vlag van Clinge

Vlag van Clinge

De vlag van Clinge was een concept gemeentevlag voor de Zeeuwse gemeente Clinge. Deze vlag is in 1970 door ir. A.J. Beenhakker ontworpen omdat Clinge geen eigen vlag had. De beschrijving luidt: 
Twee banen van gelijke hoogte van geel en rood, met in de broektop een zwart zwaard.
Het zwaard is ontleend aan het gemeentewapen.
Tot 1 april 1970 vormde Clinge een zelfstandige gemeente, toen ging het op in de gemeente Hulst en daardoor is de concept gemeentevlag geannuleerd. Later werd het ontwerp aangenomen als dorpsvlag.

## Verwante afbeelding

Het wapen van Clinge

Boschkapelle
· Cadzand
· Clinge
· Eede
· Graauw en Langendam
· Haamstede
· 's-Heer Arendskerke
· 's-Heerenhoek
· Heille
· Heinkenszand
· Hengstdijk
· Hoedekenskerke
· Hoek
· Hoofdplaat
· Koewacht
· Kwadendamme
· Nieuwerkerk
· Nieuwvliet
· Ossenisse
· Ouwerkerk
· Overslag
· Philippine
· Retranchement
· Rilland
· Scharendijke
· Serooskerke (Schouwen-Duiveland)
· Serooskerke (Veere)
· Sint Anna ter Muiden
· Sint-Annaland
· Sint Kruis
· Sirjansland
· Stoppeldijk
· Yerseke